# Jarred Vanderbilt
Jarred Jakobi Vanderbilt, né le 3 avril 1999 à Houston au Texas, est un joueur américain de basket-ball évoluant au poste d'ailier fort.

## Biographie

### Carrière universitaire
Vanderbilt joue une saison (2017-18) pour les Wildcats du Kentucky.

### Carrière professionnelle

#### Nuggets de Denver (2018-fév. 2020)
Le 21 juin 2018, il est drafté en 2018 par le Magic d'Orlando en 41e position puis échangé contre le 43e choix de cette même draft appartenant aux Nuggets de Denver : Justin Jackson.
Le 11 juillet 2018, il signe un contrat de trois ans en faveur des Nuggets de Denver.

#### Timberwolves du Minnesota (2020-2022)
Le 5 février 2020, il est échangé aux Timberwolves du Minnesota.
En septembre 2021, il prolonge et paraphe un contrat de trois ans et 13,8 millions de dollars en faveur de la franchise du Minnesota.

#### Jazz de l'Utah (2022-2023)
Début juillet 2022, il est transféré vers le Jazz de l'Utah avec Patrick Beverley, Malik Beasley, Walker Kessler, Leandro Bolmaro et quatre premiers tours de draft contre Rudy Gobert.

#### Lakers de Los Angeles (depuis 2023)
La veille de la fermeture du marché des transferts, il est transféré vers les Lakers de Los Angeles dans un échange en triangle incluant également les Timberwolves et le Jazz.

## Palmarès
- Vainqueur du NBA In-Season Tournament 2023.
- McDonald's All-American Team (2017)

## Statistiques

### Universitaires
| Saison    | Équipe   | Matchs | Titul. | Min./m | % Tir | % 3pts | % LF | Rbds/m. | Pass/m. | Int/m. | Ctr/m. | Pts/m. |
| --------- | -------- | ------ | ------ | ------ | ----- | ------ | ---- | ------- | ------- | ------ | ------ | ------ |
| 2017-2018 | Kentucky | 14     | 0      | 17,0   | 42,6  | 0,0    | 63,2 | 7,86    | 1,00    | 0,43   | 0,79   | 5,86   |
| Carrière  | Carrière | 14     | 0      | 17,0   | 42,6  | 0,0    | 63,2 | 7,86    | 1,00    | 0,43   | 0,79   | 5,86   |

### Professionnelles

#### Saison régulière
| Saison    | Équipe    | Matchs | Titul. | Min./m | % Tir | % 3pts | % LF  | Rbds/m. | Pass/m. | Int/m. | Ctr/m. | Pts/m. |
| --------- | --------- | ------ | ------ | ------ | ----- | ------ | ----- | ------- | ------- | ------ | ------ | ------ |
| 2018-2019 | Denver    | 17     | 0      | 4,1    | 47,4  | 0,0    | 60,0  | 1,35    | 0,18    | 0,35   | 0,06   | 1,41   |
| 2019-2020 | Denver    | 9      | 0      | 4,6    | 71,4  | 0,0    | 0,0   | 0,89    | 0,22    | 0,33   | 0,11   | 1,11   |
| 2019-2020 | Minnesota | 2      | 0      | 2,6    | 0,0   | 0,0    | 100,0 | 0,50    | 0,00    | 0,00   | 0,00   | 1,00   |
| 2020-2021 | Minnesota | 64     | 30     | 17,8   | 60,6  | 20,0   | 55,9  | 5,80    | 1,20    | 1,10   | 0,70   | 5,40   |
| 2021-2022 | Minnesota | 74     | 67     | 25,4   | 58,7  | 14,3   | 65,6  | 8,40    | 1,30    | 1,30   | 0,60   | 6,90   |
| Carrière  | Carrière  | 166    | 97     | 18,9   | 59,1  | 14,3   | 61,6  | 6,20    | 1,10    | 1,00   | 0,60   | 5,40   |

Mise à jour le 13 octobre 2022

#### Playoffs
| Saison   | Équipe    | Matchs | Titul. | Min./m | % Tir | % 3pts | % LF | Rbds/m. | Pass/m. | Int/m. | Ctr/m. | Pts/m. |
| -------- | --------- | ------ | ------ | ------ | ----- | ------ | ---- | ------- | ------- | ------ | ------ | ------ |
| 2019     | Denver    | 3      | 0      | 1,6    | 0,0   | 0,0    | 0,0  | 0,33    | 0,00    | 0,00   | 0,33   | 0,00   |
| 2022     | Minnesota | 6      | 6      | 21,5   | 48,1  | 0,0    | 70,0 | 7,20    | 0,70    | 1,20   | 0,30   | 5,50   |
| Carrière | Carrière  | 9      | 6      | 14,9   | 48,1  | 0,0    | 70,0 | 4,90    | 0,40    | 0,80   | 0,30   | 3,70   |

Mise à jour le 13 octobre 2022

## Records sur une rencontre en NBA
Les records personnels de Jarred Vanderbilt en NBA sont les suivants, :
| Type de statistique        | Saison régulière | Saison régulière          | Saison régulière | Playoffs | Playoffs               | Playoffs      |
| Type de statistique        | Record           | Adversaire                | Date             | Record   | Adversaire             | Date          |
| -------------------------- | ---------------- | ------------------------- | ---------------- | -------- | ---------------------- | ------------- |
| Points                     | 21               | @ Rockets de Houston      | 9 janvier 2022   | 12       | Grizzlies de Memphis   | 23 avril 2022 |
| Paniers marqués            | 10               | @ Rockets de Houston      | 9 janvier 2022   | 6        | Grizzlies de Memphis   | 23 avril 2022 |
| Paniers tentés             | 14               | @ Rockets de Houston      | 9 janvier 2022   | 8        | 2 fois                 | 2 fois        |
| Paniers à 3 points réussis | 4                | Trail Blazers de Portland | 3 décembre 2022  | -        | -                      | -             |
| Paniers à 3 points tentés  | 4                | Trail Blazers de Portland | 3 décembre 2022  | -        | -                      | -             |
| Lancers francs réussis     | 6                | @ Bulls de Chicago        | 24 février 2021  | 6        | Grizzlies de Memphis   | 21 avril 2022 |
| Lancers francs tentés      | 7                | 2 fois                    | 2 fois           | 8        | Grizzlies de Memphis   | 21 avril 2022 |
| Rebonds offensifs          | 8                | Lakers de Los Angeles     | 17 décembre 2021 | 6        | Grizzlies de Memphis   | 21 avril 2022 |
| Rebonds défensifs          | 13               | @ Rockets de Houston      | 9 janvier 2022   | 9        | @ Grizzlies de Memphis | 26 avril 2022 |
| Rebonds totaux             | 19               | @ Rockets de Houston      | 9 janvier 2022   | 13       | Grizzlies de Memphis   | 21 avril 2022 |
| Passes décisives           | 6                | 2 fois                    | 2 fois           | 2        | Grizzlies de Memphis   | 21 avril 2022 |
| Interceptions              | 5                | 2 fois                    | 2 fois           | 3        | Grizzlies de Memphis   | 21 avril 2022 |
| Contres                    | 4                | Nets de Brooklyn          | 13 avril 2021    | 1        | 3 fois                 | 3 fois        |
| Balles perdues             | 4                | 2 fois                    | 2 fois           | 2        | @ Grizzlies de Memphis | 26 avril 2022 |
| Minutes jouées             | 38               | Mavericks de Dallas       | 19 décembre 2021 | 35       | Grizzlies de Memphis   | 23 avril 2022 |

- Double-double : 21 (dont 1 en playoffs)
- Triple-double : 0

Dernière mise à jour : 15 mars 2023